# Canicule européenne de juillet 1983
Pour les articles homonymes, voir Canicule en Europe.
La canicule de juillet 1983 est une vague de chaleur durant laquelle des températures élevées ont affecté l'Italie et le Sud-Est de la France les dernières semaines du mois de juillet 1983.
En France, elle a eu lieu du 9 au 31 juillet, et a touché particulièrement Marseille qui a enregistré dans sa seule région une surmortalité de 300 décès,. Elle est considérée en Italie comme l'une des plus importantes vagues de chaleur qu'ait connue le pays depuis la Seconde Guerre mondiale.

## Situation météorologique
À partir du 10 juillet jusqu'au 23 juillet, un blocage anticyclonique persiste la plupart du temps ce qui permet de maintenir un temps stable, chaud et très sec sur l'Europe du sud et de l'ouest.
Cet anticyclone permet de véhiculer de l'air très chaud sur une grande partie de l'Europe malgré quelques faiblesses épisodiques, mais ce blocage anticyclonique n'est pas la seule cause de cette canicule, elle est due aussi au fait qu'une dépression s'est installée sur le golfe de Gascogne.

### Observations météorologiques
Le phénomène El Niño de 1982-1983 a duré 16 mois. Il est l’un des six plus grands El Niño depuis 1856.

## Températures
Plusieurs records de températures ont été atteints en Italie. La station météorologique de l'observatoire Ximenes a enregistré, pour la ville italienne de Florence, une température de 41,6 °C en date du 26 juillet 1983, soit un record considéré comme historique pour la ville, surpassant la température de 40,2 °C enregistrée le 1er août 1958. Des pics à plus de 40 degrés ont été observés dans plusieurs localités italiennes, dont les villes de Cagliari (43,7 °C), Reggio de Calabre (44,2 °C), Ancône (40,5 °C) et Arezzo (40,3 °C).
Le 31 juillet ont été observées des températures de 42,5 °C à Saint-Raphaël, 42 °C à Paray-le-Monial (Saône-et-Loire), 41 °C à Vichy, Clermont-Ferrand et Saint-Étienne, 39 °C à Besançon, Mâcon, Mulhouse et Saint-Dizier, 38 °C à Bourg-Saint-Maurice (850 m d’altitude) et 37 °C à Chamonix (1000 m d’altitude).

## Bilan humain
L'année 1983, avec 92 000 décès sur la période  juillet-août, est l'une des années, avec l'année 2003 et ses 99 000 décès, ayant le plus fort taux de mortalité durant la période juillet-août. La surmortalité durant les mois de juin et de juillet 1983, sur l'ensemble de la France, s'est élevée à un total à 4 700 décès.
La ville de Marseille, qui a connu des températures maximales comprises entre 35 et 40 degrés, a compté une surmortalité de l'ordre de 300 décès durant la canicule, imputables directement ou indirectement à celle-ci.

## Conséquences
Plusieurs procédures de prévention se sont mises en place à la suite de cette canicule.